# Bacchus (trein)
De Bacchus was een West-Duitse binnenlandse TEE-trein voor de verbinding Dortmund - München. De trein is, hoewel hij de twee Duitse biersteden verbond, vernoemd naar de god van de wijn, Bacchus.
De Bacchus is op 28 mei 1979 in het TEE-net opgenomen. Op 30 mei 1980 is de exploitatie gestaakt. Omdat de Bacchus alleen reed op werkdagen vestigde hij hiermee het record van korst bestaande TEE met 254 dienstdagen.

## Rollend materieel
De treindienst werd meteen gestart met elektrische tractie met getrokken rijtuigen.

### Tractie
Als locomotieven is de serie 103 ingezet.

### Rijtuigen
Als rijtuigen werden de, vanaf 1964 gebouwde vervolgseries type Rheingold ingezet.

## Route en dienstregeling
| DM | land      | station    | km  | MD |
| -- | --------- | ---------- | --- | -- |
|    | Duitsland | Dortmund   | 0   |    |
|    | Duitsland | Essen      | 34  |    |
|    | Duitsland | Duisburg   | 54  |    |
|    | Duitsland | Düsseldorf | 77  |    |
|    | Duitsland | Keulen     | 117 |    |
|    | Duitsland | Bonn       | 151 |    |
|    | Duitsland | Koblenz    | 210 |    |
|    | Duitsland | Mainz      | 302 |    |
|    | Duitsland | Darmstadt  |     |    |
|    | Duitsland | Heidelberg | 391 |    |
|    | Duitsland | Stuttgart  | 503 |    |
|    | Duitsland | Ulm        | 597 |    |
|    | Duitsland | Augsburg   | 683 |    |
|    | Duitsland | München    | 745 |    |